# Sœurs des Sacrés-Cœurs de Jésus et de Marie (Mormaison)
Les sœurs des Sacrés-Cœurs de Jésus et de Marie (en latin : Congregatio Sororum Sacrorum Cordium Iesu et Mariae) forment une congrégation religieuse féminine enseignante et hospitalière de droit diocésain.

## Histoire
En 1814, Pierre Monnereau (1787-1856) est nommé curé aux Brouzils. Il demande au Père Louis-Marie Baudouin, qui a fondé les Ursulines de Jésus en 1802, de lui envoyer des sœurs pour l'enseignement des filles de sa paroisse mais ne reçoit pas de réponse favorable.
Avec la permission du Père Baudouin, qui est aussi vicaire général du diocèse de La Rochelle, il fonde sa propre congrégation le jeudi saint 19 mars 1818 où les trois premières sœurs prononcent leurs vœux. Le but de l'institut est l'enseignement gratuit des petites filles pauvres de la campagne avec une dévotion au Sacré-Cœur de Jésus et au Cœur immaculé de Marie, spiritualité très développée en France au XIXe siècle. 
L'institut est agréé en 1821 par René-François Soyer, évêque de Luçonet reconnu civilement par ordonnance royale du 5 septembre 1837. Le 3 janvier 1839, le Père Monnereau transfère le siège à Mormaison sur ordre de l'évêque. Ce dernier approuve les constitutions le 14 novembre 1844. Le décret impérial du 13 novembre 1859 ratifie l'ordonnance de 1837, et la reconnaît comme congrégation à supérieure générale, enseignante et hospitalière. En 1904, le fait que l'institut est hospitalier et qu'elles développent les soins à
domicile évite la dissolution. 
En 1913, elles s’implantent au Québec où elles fondent des écoles puis à Madagascar en 1952 pour l’éducation des filles, du soin des malades et de la promotion de la femme. En 1969, des Sœurs canadiennes font une fondation en République dominicaine. La fusion en 1996 avec les Sœurs du Sacré-Cœur de Coutances leur donne d’être présentes en République du Congo.

## Fusion
Quatre congrégations ont fusionné avec les sœurs de Mormaison.
- 1974 : Les Sœurs de la Charité de Jésus et de Marie de la Bucaille. En 1830, la municipalité de Cherbourg confie le bureau de bienfaisance à Adèle Duchevreuil (1801-1875). Elle est rejointe rapidement par d'autres femmes. L'abbé Louis-Philippe Godefroy (1804-1880), qui est directeur spirituel du groupe, leur élabore un règlement de vie puis reçoit les vœux de la fondatrice et ses quatre compagnes le 16 décembre 1830. Les sœurs se dévouent au soin des malades lorsque Cherbourg est touché en 1832 par la deuxième pandémie de choléra. L’épidémie laisse de nombreux orphelins qui sont recueillis par les religieuses mais les locaux du bureau de bienfaisance sont trop étroit. Adèle Duchevreuil achète un terrain rue de la Bucaille, d'où leur surnom de sœurs de la Bucaille. La congrégation est approuvée par ordonnance royale du 8 janvier 1839 et reconnue comme congrégation à supérieure générale par décret du 29 juillet 1854. À la suite des lois anticongrégationistes, des sœurs se sécularisent et s'orientent vers le soin des malades. Lors de la Première Guerre mondiale, elles se dévouent pour les soldats. Lors de la Seconde Guerre mondiale, leur maison-mère est réquisitionnée dès 1939 par les Anglais, puis les Allemands, les Américains et enfin les Forces françaises de l'intérieur. Elles fusionnent avec les sœurs de Mormaison le 3 juillet 1974[14],[15].

- 1996 : Les Sœurs du Sacré Cœur de Coutances. En 1652, Jeanne Langlois (1625-1707) et Barbe Lair ouvrent une école pour les filles à Périers[16]. En 1674, le Père Dupont, eudiste et supérieur du séminaire de Coutances, achète une maison près de l'église pour servir d'école mais il ne peut la donner aux sœurs car elles ne possèdent pas de lettres patentes. Il cède donc le contrat d'acquisition au conseil de fabrique sous condition que le bâtiment serve uniquement à l'enseignement des filles. Jean-Jacques Blouet de Camilly, eudiste et vicaire général de Coutances, approuve le règlement des sœurs vers 1692. Elles portent au départ le nom de Filles de l'institution chrétienne. En 1783, Ange-François de Talaru, évêque de Coutances, érige officiellement l'établissement en communauté avec Périers comme maison-mère, donne aux sœurs un règlement plus important, les autorise à prendre un habit religieux et prononcer des vœux sous la direction des eudistes, et change leur nom en celui du Sacré-Cœur ou de la Providence. En plus du but originel de l'enseignement, il ajoute le soin des malades dans les hôpitaux et à domicile. Les sœurs sont dispersées à la Révolution française ; elle se reforment vers 1820 à Périers et une autre fondation se fait à Marigny. En 1840, Louis Robiou, évêque de Coutances, réunit les diverses maisons du Sacré-Cœur, avec injonction d'élire une supérieure générale et d'établir la maison-mère à Coutances[17]. La congrégation est autorisée par ordonnance du 9 avril 1846 et par décret du 15 novembre 1858[18],[19].

- 1999 : Petites Sœurs des Malades. En 1858, Jean-Baptiste Serres (1827-1904) est nommé vicaire à Ally. Lors de ses visites auprès des malades, il est ému par le sort des paysans abandonnés et privés de soins[20]. Il demande à Marie Lachaud (1839-1895), une jeune fille de la paroisse, d'aller s’occuper des malades. Il lui dévoile ensuite son dessein de fonder une congrégation destinée à les soigner. En 1863, il est nommé aumônier du pensionnat tenu par les sœurs de Notre-Dame à Mauriac. Le 21 novembre 1864, fête de la Présentation de Marie, elles sont cinq à se réunir dans la chapelle du couvent  pour prier pour le succès de l'œuvre naissante. Le 24 décembre suivant, elles prononcent des vœux privés, car le projet n'est pas encore officiel. Le 9 mai 1865, elles participent à la procession traditionnelle de Notre-Dame-des-Miracles vêtues de leur habit religieux composé d'une robe brune et d'une cornette[21]. C'est le 18 octobre 1865 qu'elles louent une petite maison et commencent la vie commune[22]. La communauté grandit rapidement, si bien que deux ans plus tard, il est décidé de construire la maison-mère à Mauriac. Elles déménagent dans le nouveau bâtiment le 24 décembre 1869. Les constitutions sont approuvées en 1868 par Pierre de Pompignac, évêque de Saint-Flour[23]. La congrégation est approuvée civilement par décret en 1877. Dix ans plus tard, les constitutions sont imprimées et approuvées par Benjamin Baduel, évêque de Saint-Flour. L'institut reçoit le décret de louange le 9 avril 1910 du pape Pie X[24].

- 2011 : Sœurs de l’Union Chrétienne de Fontenay-le-Comte. En 1680, Marie Brisson (1636-1724), fille d'un sénéchal de Fontenay, récupère un important héritage[25]. Elle songe à fonder une communauté pour instruire et donner un asile aux femmes et aux filles protestantes qui désirent rejoindre l'Église catholique. Elle s'adresse à Henri-Marie de Laval de Boisdauphin, évêque de La Rochelle, qui approuve le projet par une ordonnance du 3 juin 1680. Elle obtient également l'autorisation municipale le 22 juin suivant. Les lettres patentes sont expédiées le 31 décembre 1680. Marie Brisson et ses compagnes intègrent le monastère le 21 septembre 1681. C'est en 1683 qu'elles prennent le nom de Sœurs du séminaire des Nouvelles Catholiques[26]. Elles s'unissent en 1703 aux sœurs de l'Union-Chrétienne de Saint-Chaumond et adoptent leurs constitutions. Elles sont dispersées à la Révolution française[27]. Elles obtiennent de Napoléon Ier, par un décret daté du 1er mai 1806, de se réunir sous le nom de Dames de la Visitation. Cette autorisation ne comblant pas entièrement leur désir, elles adressent en 1808 une pétition à Letizia Bonaparte, qui répond favorablement à leur demande. Le 18 juillet de la même année, elles rouvrent des classes et créent une école gratuite en faveur des pauvres de la ville. Le 30 septembre 1809, elles rachètent le monastère de Fontenay. Les statuts approuvés le 3 décembre 1825 par René-François Soyer, évêque de Luçon, sont envoyés au Conseil d'État qui les fait enregistrer le 1er avril 1827. Le 22 avril suivant, une ordonnance royale autorise définitivement l'Union Chrétienne de Fontenay[28].

## Activité et diffusion
Les sœurs des Sacrés Cœurs se consacrent à l'enseignement en particulier dans les régions rurales et aux soins des malades.
Elles sont présentes en:
- Europe : France dont La Réunion.
- Amérique : Canada, République dominicaine.
- Afrique : République du Congo, Madagascar.

La maison-mère est à Mormaison.
Au 31 décembre 2005, l'institut comptait 757 religieuses dans 120 maisons.

## Liens
- Site officiel
- Notices d'autorité :   - VIAF